# Knollen-Brandkraut
Das Knollen-Brandkraut (Phlomoides tuberosa (L.) Moench, Syn.: Phlomis tuberosa L.) ist eine Pflanzenart der Gattung Phlomoides innerhalb der Familie der Lippenblütler (Lamiaceae). Seit 2011 wird diese Art nicht mehr zur Gattung Brandkräuter (Phlomis) gerechnet.

## Beschreibung

### Vegetative Merkmale
Das Knollen-Brandkraut ist eine ausdauernde krautige Pflanze, die Wuchshöhen von 60 bis 150 Zentimeter erreicht. Als Speicherorgane werden Wurzelknollen ausgebildet. Der aufrechte Stängel ist einfach oder im oberen Bereich verzweigt.
Die Laubblätter sind in einer grundständigen Rosette und gegenständig am Stängel verteilt angeordnet. Die Grundblätter sind lang gestielt. Die Spreite der unteren Laubblätter ist länglich-eiförmig bis dreieckig mit herz- oder pfeilförmigem Spreitengrund. Der Blattrand ist grob kerbig gezähnt. Die Blattoberseite ist runzelig und zerstreut behaart.

### Generative Merkmale
Die Blütezeit reicht von Mai bis Juli. Die Scheinquirle sind voneinander durch Internodien von ungefähr der Länge der Tragblätter getrennt. Die Scheinquirle enthalten jeweils viele Blüten.
Die zwittrige Blüte ist zygomorph und fünfzählig mit doppelter Blütenhülle. Der Kelch ist etwa 10 Millimeter lang, zehnnervig und endet mit fünf etwa 3 Millimeter langen auswärts gekrümmten, gewimperten Kelchzähnen. Die hell-rotlilafarbene Blütenkrone ist 17 bis 20 Millimeter lang und außen weißfilzig behaart. Die Kronröhre ist 8 bis 11 Millimeter lang. Die Oberlippe ist stark gewölbt und innen und an dem gezähnelten Rand von langen weißen Haaren bärtig. Die Unterlippe ist dreilappig; der Mittelzipfel ist viel breiter als die seitlichen. Die Unterlippe ist auch dunkelrot gezeichnet. Die Staubblätter tragen Anhängsel.
Die Klausen sind 5 bis 6 Millimeter lang und am oberen Ende behaart.
Die Chromosomenzahl beträgt 2n = 22.

## Vorkommen
Das Knollen-Brandkraut ist von Mittel- sowie Osteuropa und von West- über Zentral- bis Nordostasien verbreitet. Es gibt Fundortangaben für Deutschland, Österreich, Ungarn, die ehemalige Tschechoslowakei, das ehemalige Jugoslawien, Rumänien, Albanien, Bulgarien, Griechenland, den europäischen Teil Russlands, Kaukasien, den asiatischen Teil der Türkei, die Ukraine, die Krim, den Iran, Kasachstan, Kirgisistan, Westsibirien, Altai, Amur, Burjatien, Chita, Irkutsk, Khabarovsk, Krasnojarsk, die Region Primorje, Transkaukasien, Tuwa, Jakutsien, die Mongolei, die Innere Mongolei, China sowie Xinjiang.
In Österreich tritt das Knollen-Brandkraut sehr selten im pannonischen Gebiet der Bundesländer Burgenland und Niederösterreich auf. Das Knollen-Brandkraut gilt in Österreich als „stark gefährdet“. In Deutschland kam das Knollen-Brandkraut früher bei Magdeburg vor.
Es gedeiht im warmen bis gemäßigten Gebieten in Trockenwäldern, Trockengebüschsäumen und Steppen bis in Höhenlagen von 2300 Metern. Es gedeiht in Mitteleuropa in Pflanzengesellschaften des Verbands Geranion sanguinei, aber auch in denen der Ordnungen Quercetalia pubescentis oder Festucetalia valesiacae.

## Taxonomie
Die Erstveröffentlichung erfolgte 1753 unter dem Namen (Basionym) Phlomis tuberosa durch Carl von Linné in Species Plantarum, Tomus II, S. 586. Die Neukombination zu Phlomoides tuberosa (L.) Moench wurde 1794 durch Conrad Moench in Methodus ..., S. 403. Weitere Synonyme für Phlomoides tuberosa (L.) Moench sind: Phlomidopsis tuberosa (L.) Link, Phlomitis tuberosa (L.) Rchb. ex T.Nees , Trambis tuberosa (L.) Raf., Orlowia rossica Gueldenst. ex Georgi, Phlomis desertorum P.A.Smirn., Phlomis glandulifera Klokov, Phlomis hypanica Des.-Shost., Phlomis jailicola Klokov, Phlomis maeotica Des.-Shost., Phlomis piskunovii Klokov, Phlomis scythica Klokov & Des.-Shost., Phlomis stepposa Klokov, Phlomis tuberosa var. discolor K.Koch, Phlomoides desertorum (P.A.Smirn.) Mavrodiev & Sukhor., Phlomoides stepposa (Klokov) Ostapko
Als Art Phlomis tuberosa L. war lange Zeit in der Phlomis sect. Phlomoides (Moench) Briq. innerhalb der Gattung Phlomis eingegliedert. Seit 2011 ist Phlomoides wieder eine eigene Gattung, zu der auch Phlomoides tuberosa (L.) Moench gehört.

## Nutzung
Das Knollen-Brandkraut wird selten als Zierpflanze für Staudenbeete genutzt.

## Bilder

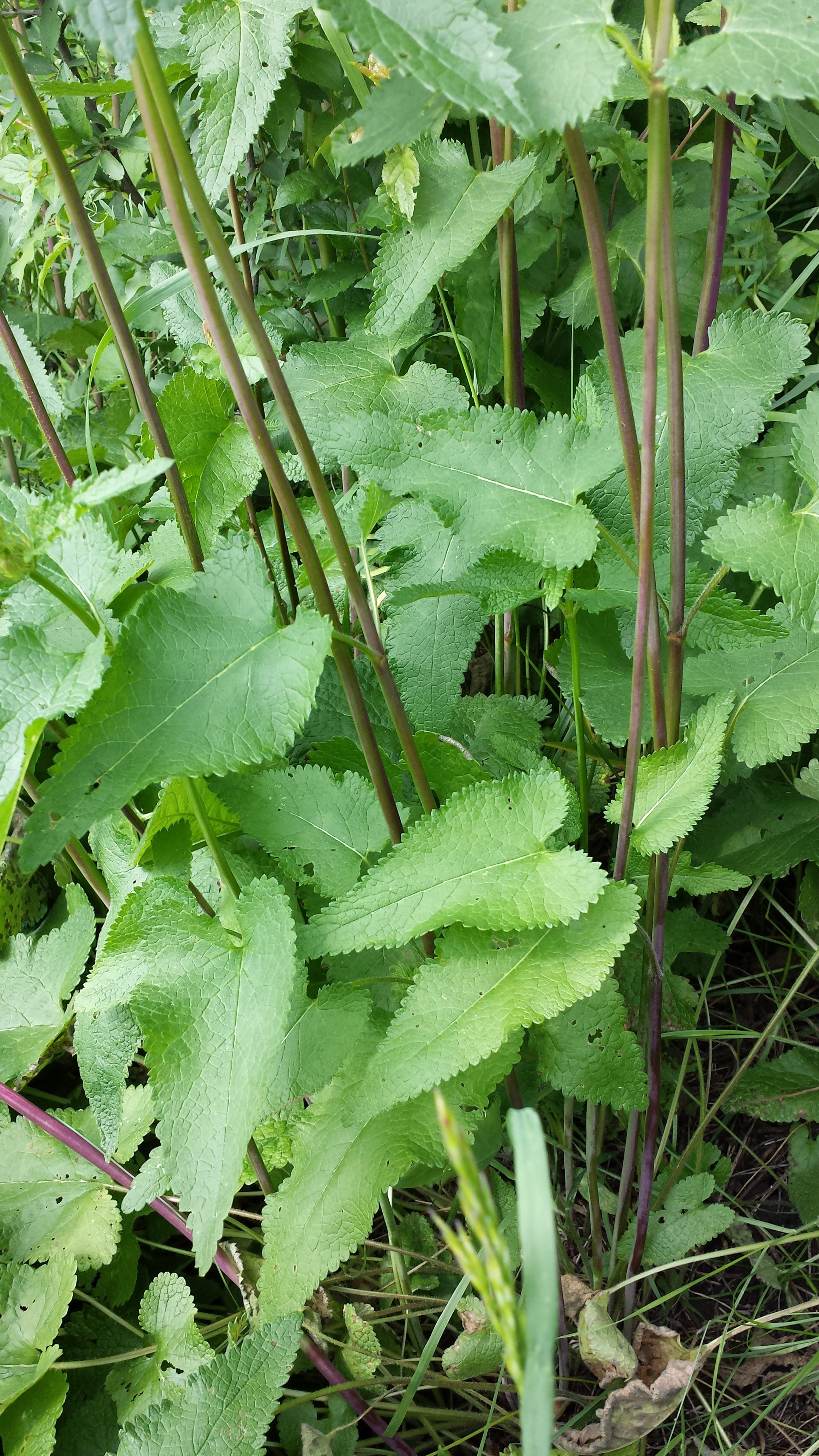
Laubblätter
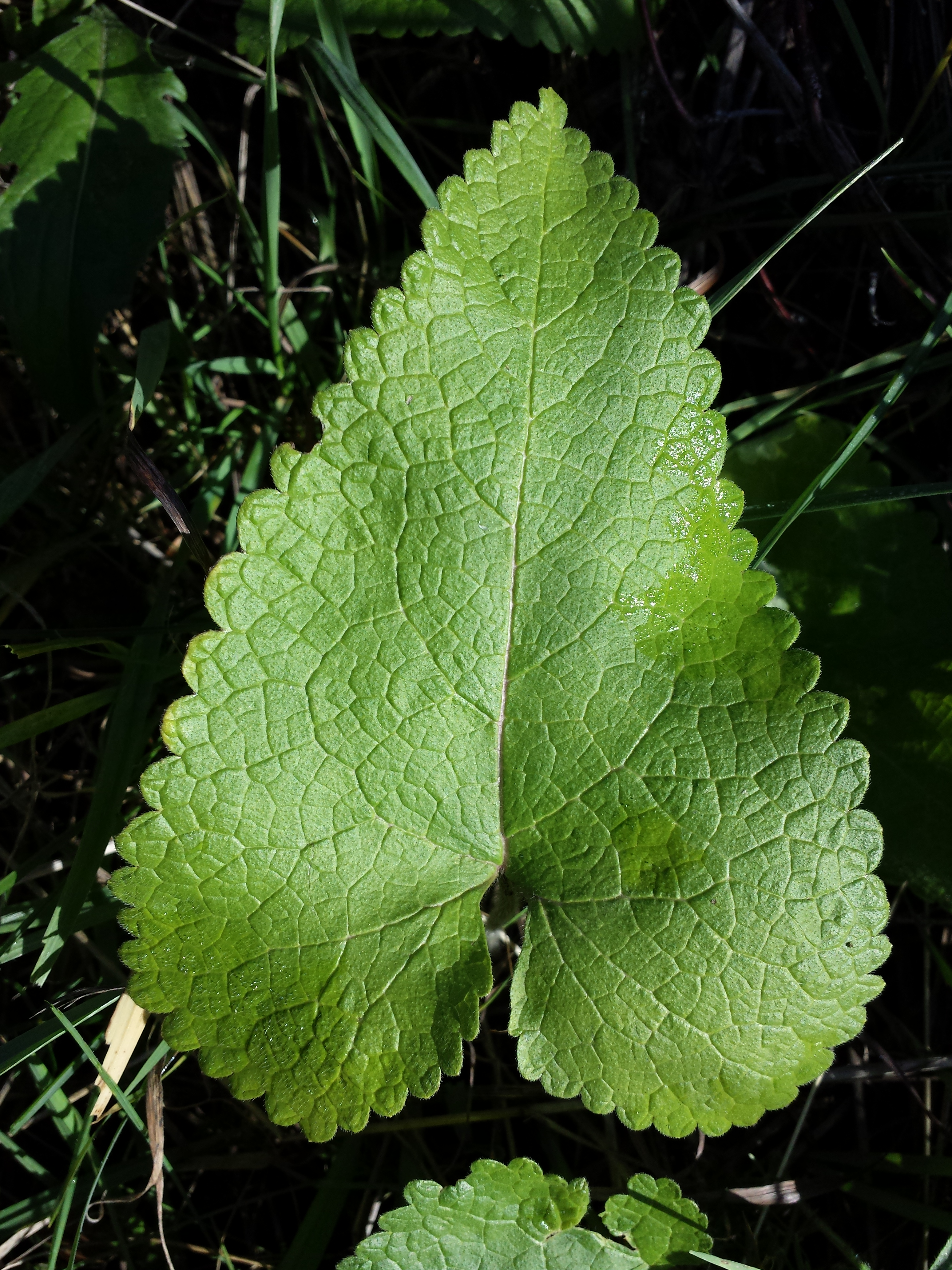
Laubblatt
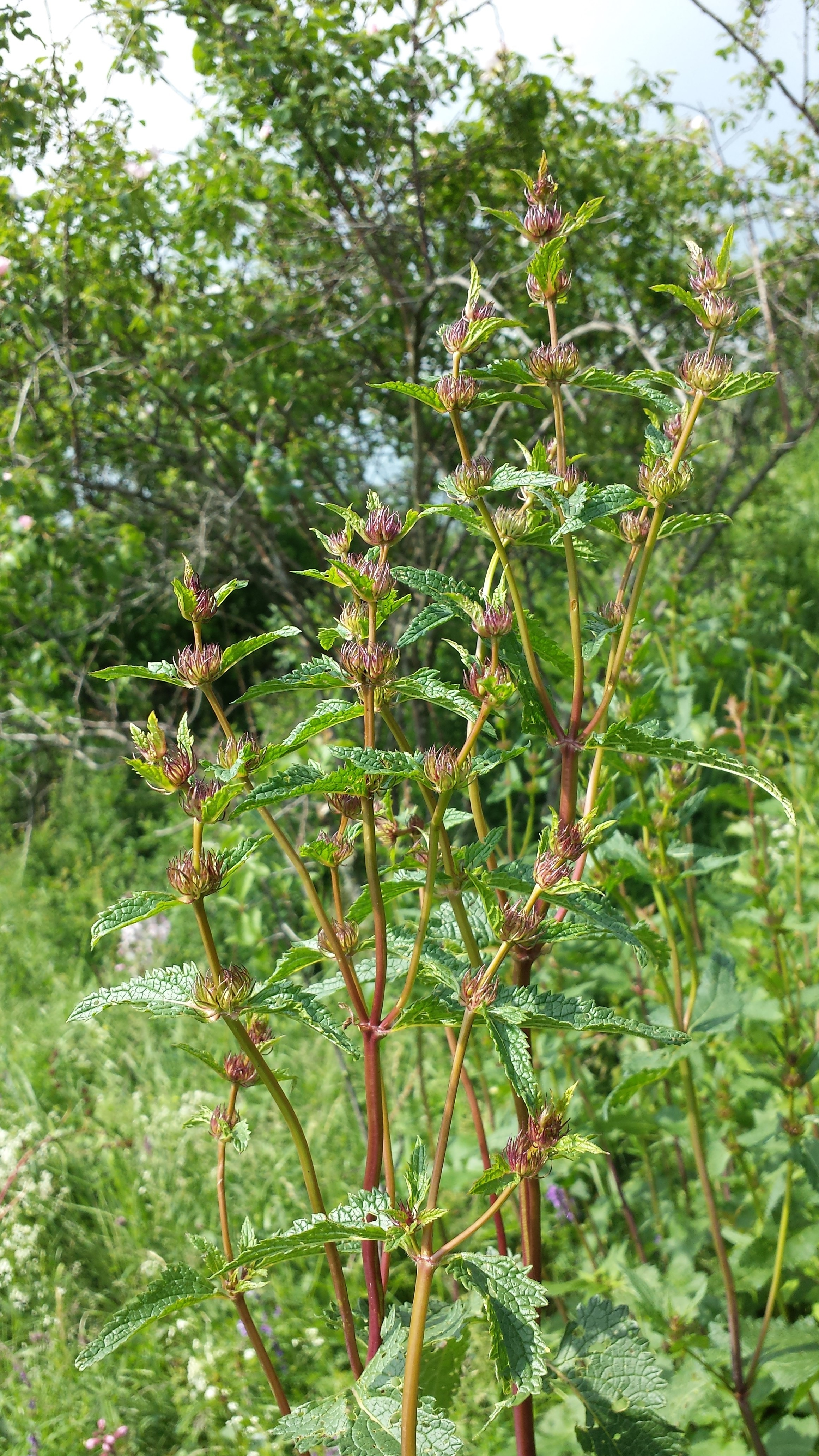
Noch nicht blühende Pflanze
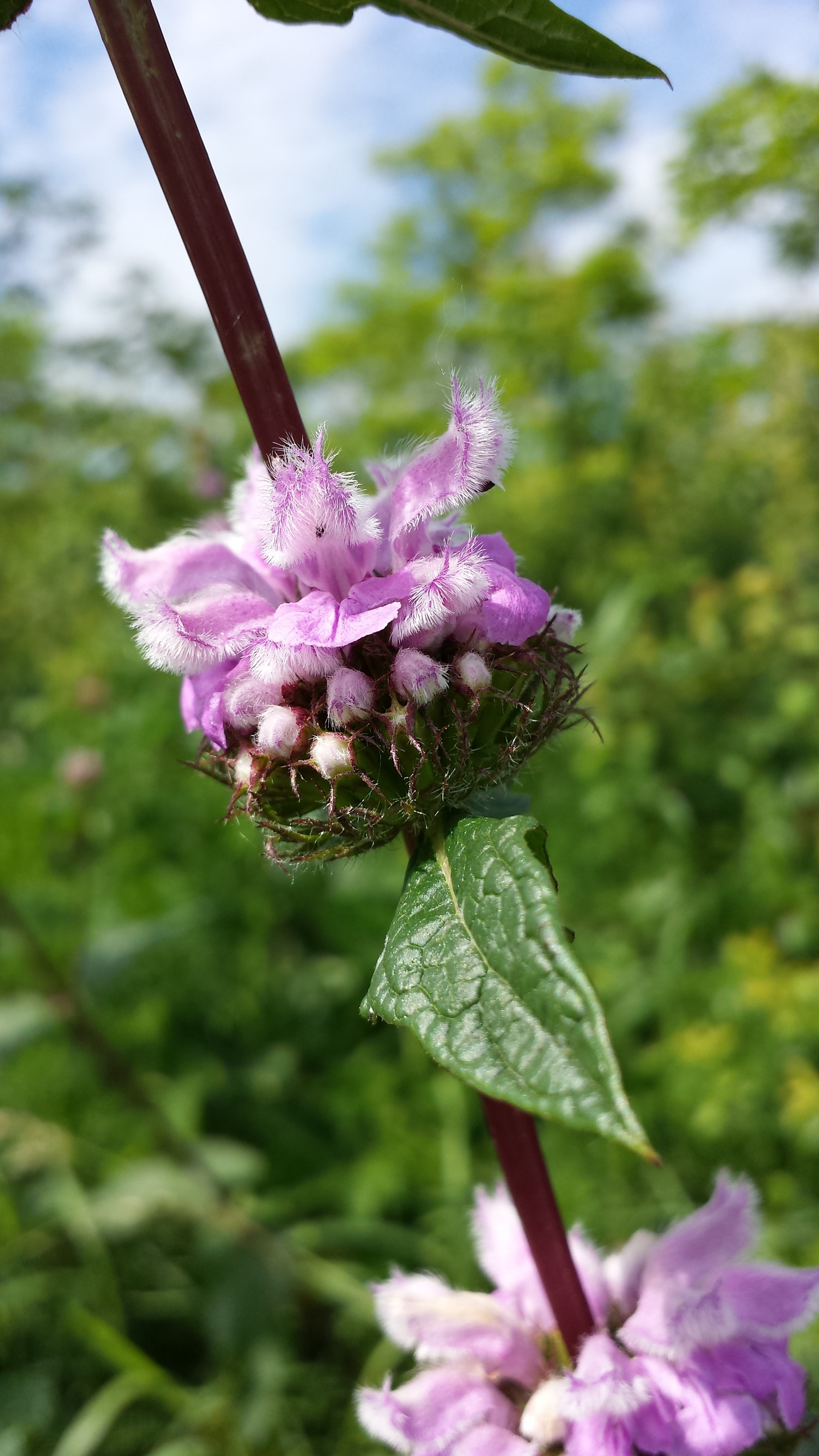
Blütenstand
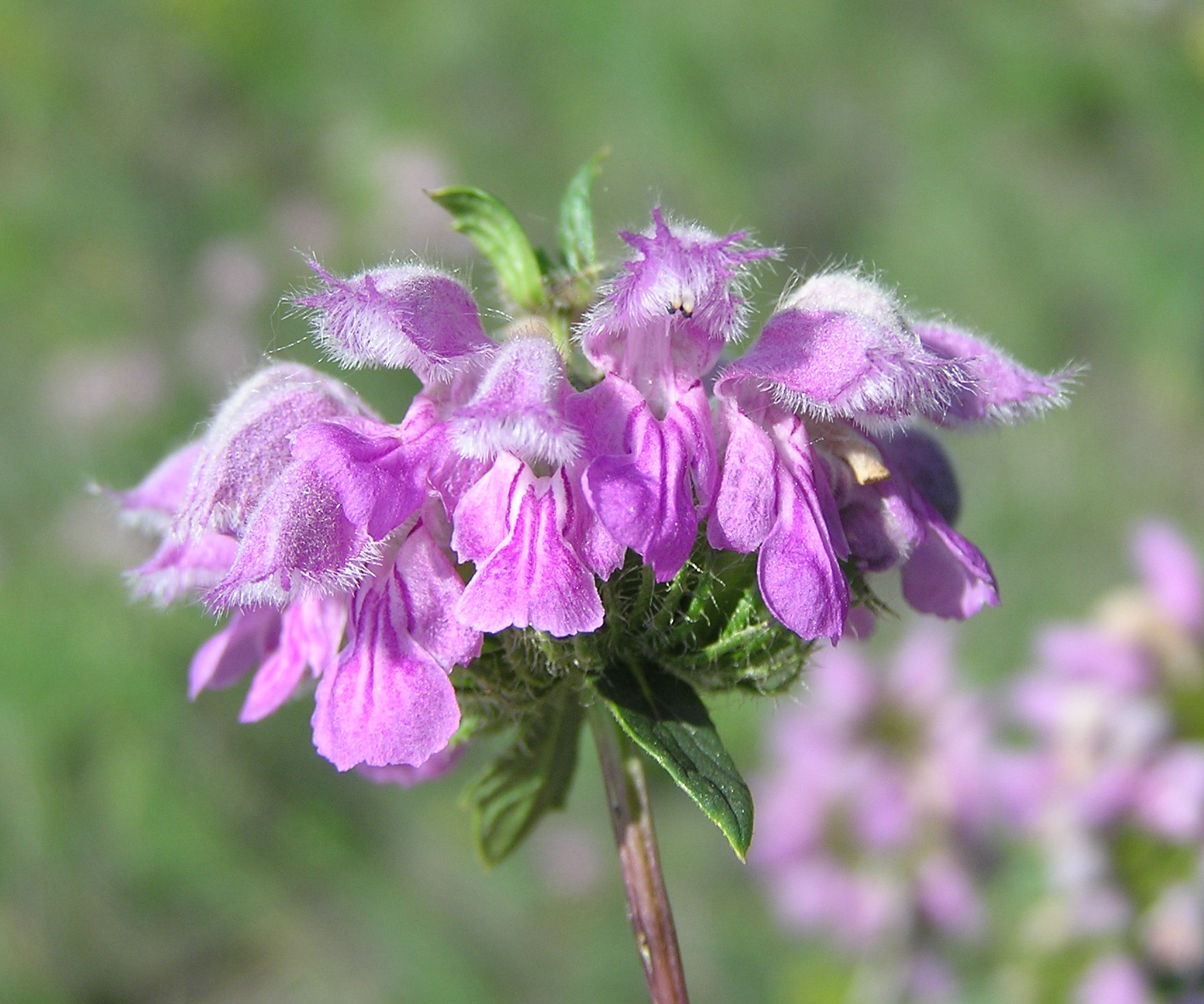
Blüten
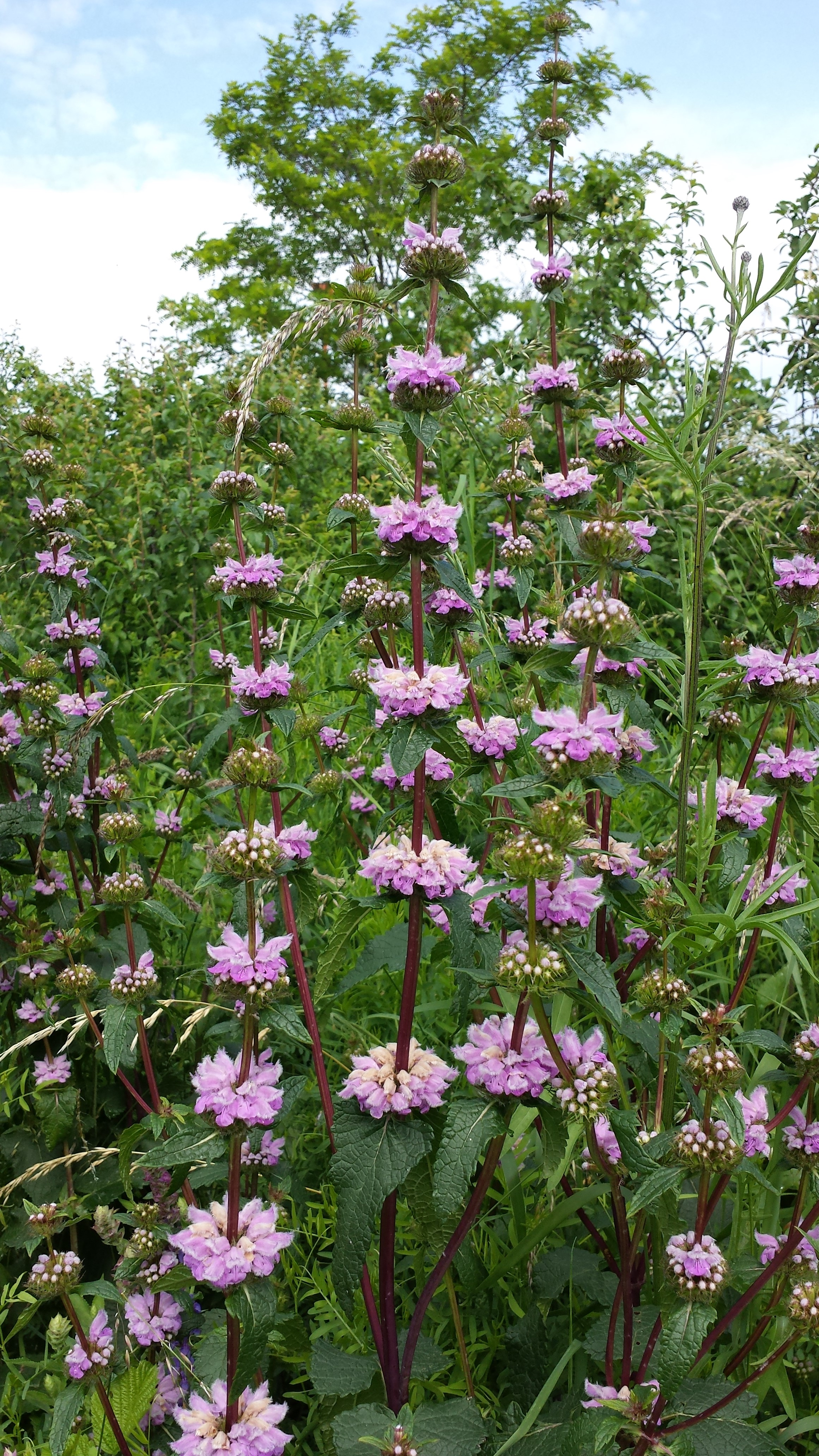
Habitus
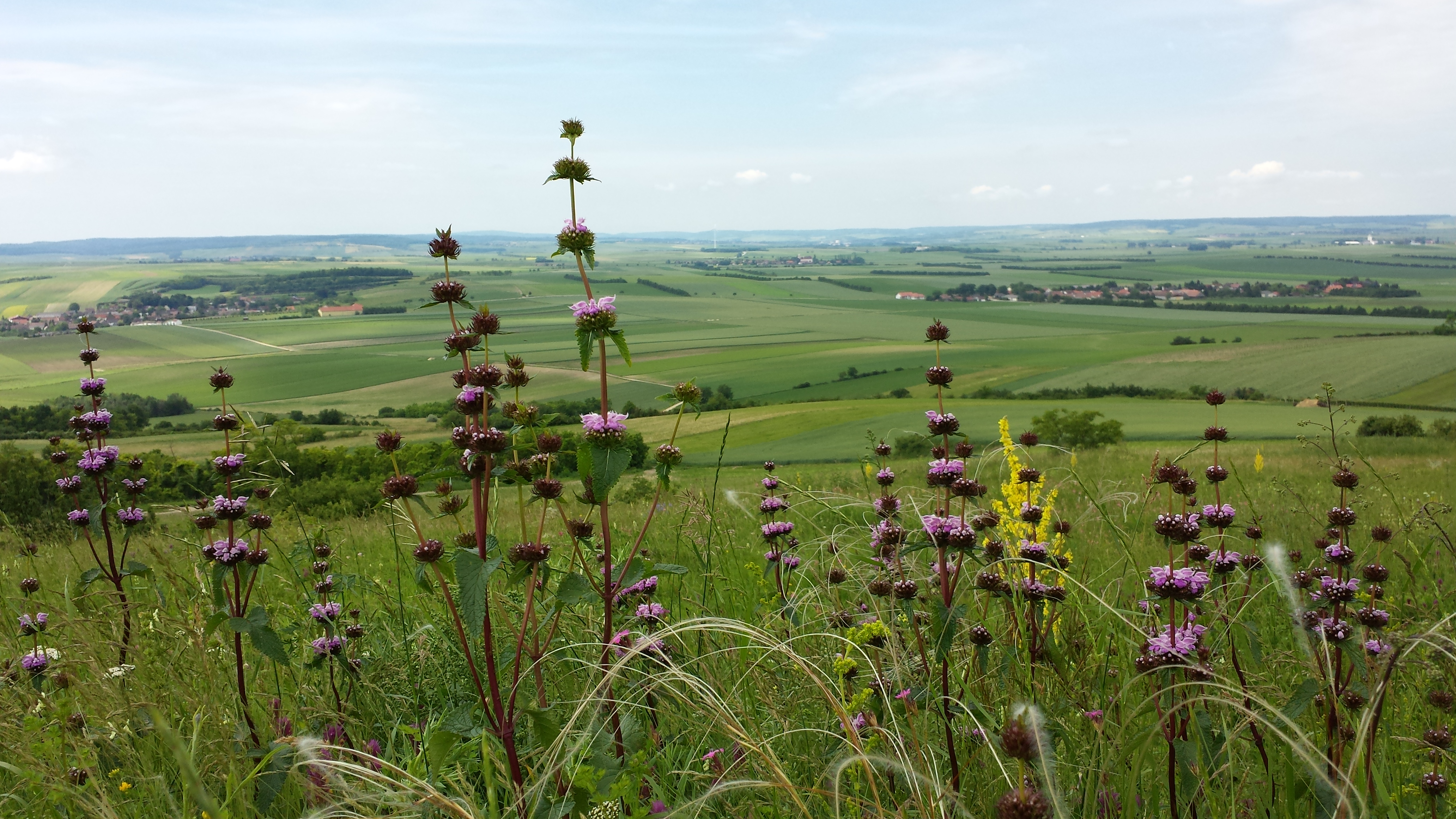
Trockenrasen in Niederösterreich
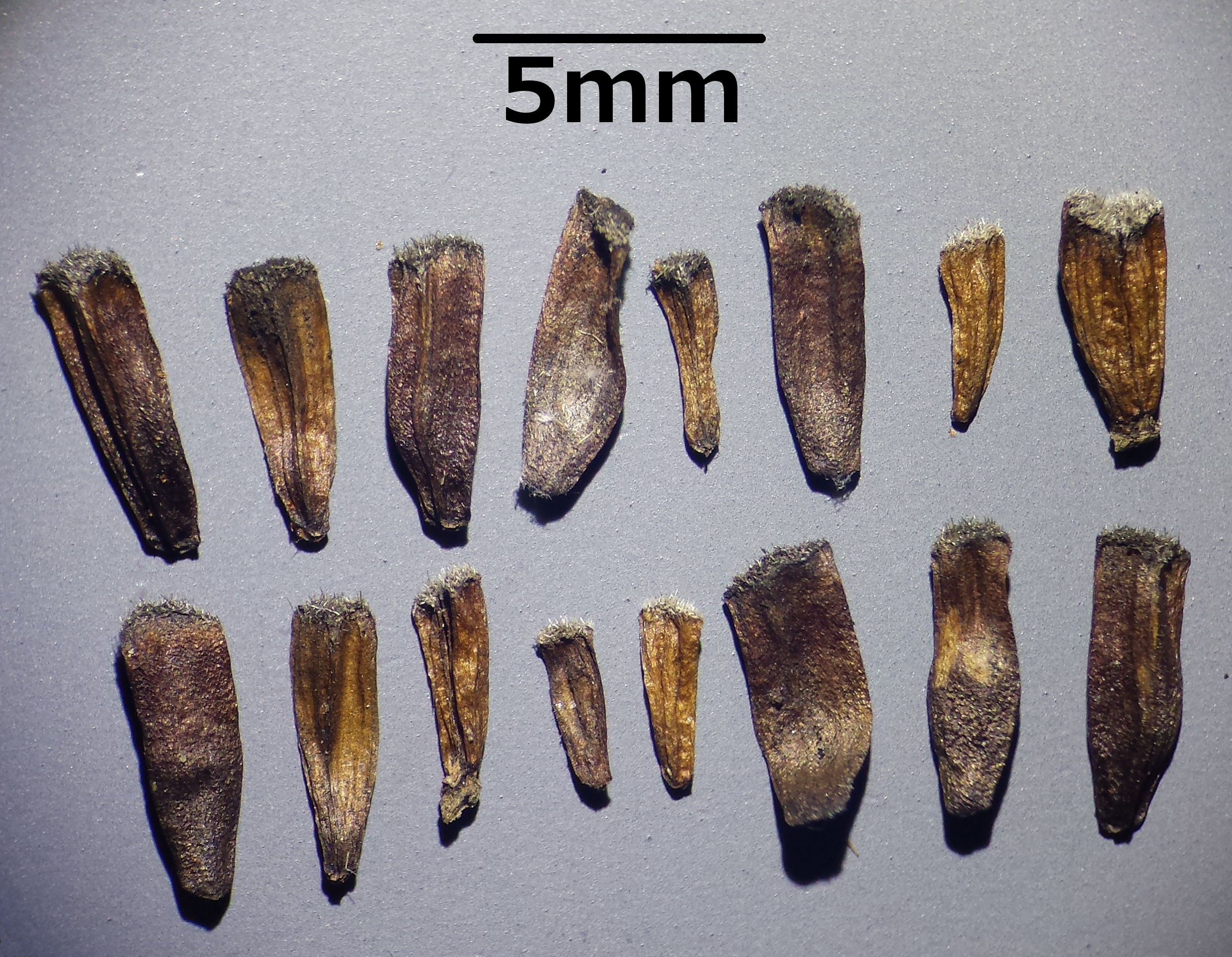
Teilfrüchte